# Reprezentacja Polski w hokeju na lodzie mężczyzn do lat 18
Reprezentacja Polski w hokeju na lodzie mężczyzn do lat 18 – zespół hokeja na lodzie, reprezentujący Rzeczpospolitą Polską, złożony z wyselekcjonowanych zawodników w wieku juniorskim do lat 18.

## Historia
Do 2017 bazą dydaktyczną reprezentacji była SMS PZHL Sosnowiec, a od 2017 SMS PZHL Katowice. Po sezonie 2017/18 umowa z trenerem Davidem Legerem została rozwiązana. Do 2018 asystentami trenera byli Marek Batkiewicz, Grzegorz Klich, Artur Ślusarczyk. 4 września 2018 został ogłoszony nowy sztab trenerski, główny trenerem został Tomasz Demkowicz, asystentem Artur Ślusarczyk, a szkoleniowcem bramkarzy Bartłomiej Nowak. W sezonie 2019/20 głównym trenerem został Artur Ślusarczyk, asystentem Łukasz Sokół, a trenerem bramkarzy Bartłomiej Nowak. W sezonie 2020/21 głównym trenerem kadry został Łukasz Sokół, a asystentami Sebastian Owczarek i Tomasz Kowalczyk. W lipcu 2022 głównym trenerem kadry został Białorusin Andrej Husau. Na początku sierpnia 2022 jego asystentem został Łukasz Podsiadło. W czerwcu 2025 ogłoszono, iż trenerem kadry U18 został Grzegorz Rostkowski.

## Udział w mistrzostwach Europy
W latach 1977–1998 kadra Polski brała udział w turniejach mistrzostw Europy juniorów.
| - 1977 - 7. miejsce w Grupie A - 1978 - 5. miejsce w Grupie A - 1979 - 5. miejsce w Grupie A - 1980 - 6. miejsce w Grupie A - 1981 - 6. miejsce w Grupie A - 1982 - nie uczestniczyła → degradacja - 1983 - 6. miejsce w Grupie B - 1984 - 2. miejsce w Grupie B - 1985 - 2. miejsce w Grupie B - 1986 - 1. miejsce w Grupie B (awans) - 1987 - 6. miejsce w Grupie A |  | - 1988 - 8. miejsce w Grupie A (spadek) - 1989 - 1. miejsce w Grupie B (awans) - 1990 - 6. miejsce w Grupie A - 1991 - 7. miejsce w Grupie A - 1992 - 6. miejsce w Grupie A - 1993 - 7. miejsce w Grupie A - 1994 - 8. miejsce w Grupie A (spadek) - 1995 - 2. miejsce w Grupie B - 1996 - 5. miejsce w Grupie B - 1997 - 2. miejsce w Grupie B - 1998 - 3. miejsce w Grupie B |

Dwa z turniejów ME Grupy A były organizowane w Polsce: w 1979 r. (Tychy, Katowice) i w 1993 r. (Nowy Targ, Oświęcim).
W turnieju mistrzostw Europy w 1979 Grupy A najlepszym bramkarzem został uznany Polak Paweł Łukaszka. W turnieju w 1984 Grupy B najlepszym obrońcą został Jarosław Wajda. W turnieju 1985 Grupy B najskuteczniejszym zawodnikiem, strzelcem i napastnikiem został Piotr Zdunek. W turnieju 1989 Grupy B najskuteczniejszym zawodnikiem został Mariusz Czerkawski, a najlepszym bramkarzem wybrany został Tomasz Jaworski. W turnieju w 1990 Grupy A najskuteczniejszym strzelcem został Mariusz Czerkawski. W turnieju w 1996 Grupy B najskuteczniejszym zawodnikiem i strzelcem został Leszek Laszkiewicz, a najlepszym obrońcą turnieju został wybrany Jarosław Kuc. W turnieju w 1997 Grupy B najskuteczniejszym zawodnikiem i strzelcem oraz najlepszym napastnikiem został Damian Słaboń.

## Udział w mistrzostwach świata

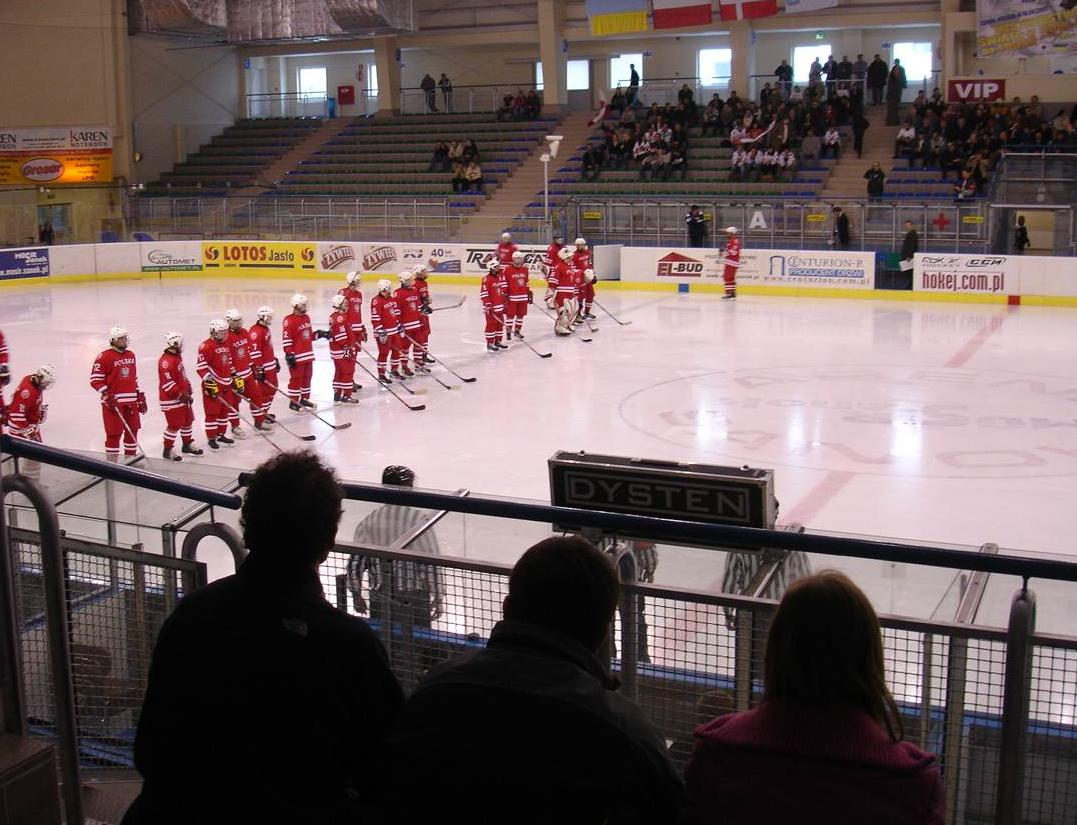
Juniorska kadra Polski podczas MŚ do lat 18 Dywizji IB 2007 w Sanoku

Kadra Polski przystąpiła do turniejów mistrzostw świata juniorów do lat 18.
| - 1999 - 3. miejsce w Grupie B - 2000 - 7. miejsce w Grupie B (spadek) - 2001 - 3. miejsce w Dywizji II - 2002 - 2. miejsce w Dywizji II (awans) - 2003 - 2. miejsce w Dywizji I Grupa B - 2004 - 5. miejsce w Dywizji I Grupa A - 2005 - 4. miejsce w Dywizji I Grupa A - 2006 - 4. miejsce w Dywizji I Grupa B - 2007 - 4. miejsce w Dywizji I Grupa B - 2008 - 4. miejsce w Dywizji I Grupa A - 2009 - 2. miejsce w Dywizji I Grupa A |  | - 2010 - 3. miejsce w Dywizji I Grupa B - 2011 - 5. miejsce w Dywizji I Grupa B - 2012 - 5. miejsce w Dywizji I Grupa B - 2013 - 4. miejsce w Dywizji I Grupa B - 2014 - 6. miejsce w Dywizji I Grupa B (spadek) - 2015 - 2. miejsce w Dywizji II Grupa A - 2016 - 1. miejsce w Dywizji II Grupa A (awans) - 2017 - 6. miejsce w Dywizji I Grupa B (spadek) - 2018 - 3. miejsce w Dywizji II Grupa A - 2019 - 1. miejsce w Dywizji II Grupa A (awans) - 2020 - mistrzostwa odwołane wskutek pandemii COVID-19 - 2021 - mistrzostwa odwołane wskutek pandemii COVID-19 - 2022 - 6. miejsce w Dywizji I Grupa B (spadek) - 2023 - 6. miejsce w Dywizji I Grupa B (spadek) |

## Kadra na MŚ

### 2000
W turnieju Grupy B na Łotwie (Ryga i Lipawa) Polska zajęła siódme miejsce i została zdegradowana.
- Bramkarze: Krzysztof Wylężek, Krzysztof Zborowski
- Obrońcy: Wojciech Jankowiak, Bartłomiej Kowalski, Artur Orłoś, Krystian Pietrucha, Tomasz Połącarz, Bartłomiej Talaga, Wojciech Ujwary, Łukasz Wilczek
- Napastnicy: Łukasz Batkiewicz, Tobiasz Bernat, Jarosław Dołęga, Mariusz Jakubik, Tomasz Mirocha, Szczepan Panek, Jakub Radwan, Grzegorz Sobała, Wojciech Stachura, Łukasz Zachariasz, Krzysztof Zapała
- Trenerzy: Andrzej Tkacz (główny), Tomasz Rutkowski (asystent)[22][23].

### 2001
W turnieju Dywizji II na Litwie (Elektreny i Kowno) Polska zajęła trzecie miejsce.
- Bramkarze: Łukasz Blot, Michał Elżbieciak
- Obrońcy: Marcin Kolasa, Bartłomiej Kowalski, Adrian Kowalówka, Jacek Krauzowicz, Grzegorz Maj, Karol Piotrowski, Wojciech Ujwary,
- Napastnicy: Tobiasz Bernat, Rafał Bibrzycki, Piotr Hałas, Marcin Kolusz, Robert Kostecki, Marcin Kozłowski, Mariusz Metel, Tomasz Mirocha, Rafał Plutecki, Damian Wojtasiak, Tomasz Ziober,
- Trenerzy: Wincenty Kawa (główny), Tomasz Rutkowski (asystent)[22][25][26].

### 2002
W turnieju Dywizji II we Francji (Briançon) Polska zajęła drugie miejsce i uzyskała awans do Dywizji I.
- Bramkarze: Tomasz Kowalczyk, Łukasz Janiec
- Obrońcy: Bartosz Dąbkowski, Dawid Grynia, Artur Gwiżdż, Robert Halczak, Piotr Koseda, Piotr Krauzowicz, Przemysław Piekarz,
- Napastnicy: Filip Drzewiecki, Artur Dżoń, Łukasz Elżbieciak, Jarosław Grzesik, Marcin Kolusz, Mikołaj Łopuski, Arkadiusz Marmurowicz, Mariusz Masternak, Marek Modrzejewski, Maciej Piecuch, Dawid Słowakiewicz, Tomasz Staszewski, Paweł Zasadny
- Trenerzy: Jerzy Pawłowski (główny), Andrzej Tkacz (asystent)[28][29].

### 2003
W turnieju Dywizji I Grupa B we Francji (Briançon) Polska zajęła drugie miejsce.
- Bramkarze: Przemysław Odrobny, Tomasz Rajski, Bartosz Stepokura
- Obrońcy: Paweł Benasiewicz, Bartosz Dąbkowski, Rafał Dutka, Krystian Górka, Kamil Duszak, Piotr Koseda, Mateusz Rompkowski, Paweł Skrzypkowski,
- Napastnicy: Paweł Dalke, Damian Dubel, Mariusz Jastrzębski, Marcin Kolusz, Sebastian Kowalówka, Marcin Kwiatek, Mikołaj Łopuski, Arkadiusz Marmurowicz, Jarosław Rzeszutko, Łukasz Sękowski, Maciej Urbanowicz, Michał Zubek,
- Trenerzy: Tomasz Rutkowski (główny), Uładzimir Karol (asystent)[31][32].

### 2004
W turnieju Dywizji I Grupa A w Austrii (Amstetten) Polska zajęła piąte miejsce.
- Bramkarze: Daniel Kachniarz, Kamil Kosowski
- Obrońcy: Tobiasz Bigos, Krystian Górka, Artur Kret, Rafał Noworyta, Łukasz Podsiadło, Mateusz Rompkowski, Paweł Skrzypkowski, Artur Zieliński
- Napastnicy: Mateusz Danieluk, Damian Dubel, Sebastian Kowalówka, Tomasz Kozłowski, Miłosz Labudda, Przemysław Leśnicki, Tomasz Malasiński, Grzegorz Pasiut, Piotr Poziomkowski, Jarosław Rzeszutko, Maciej Sulka, Maciej Urbanowicz
- Trenerzy: Andrzej Tkacz (główny), Wojciech Tkacz (asystent)[34][35].

### 2005
W turnieju Dywizji I Grupa B w Polsce (Sosnowiec, Stadion Zimowy) Polska zajęła czwarte miejsce.
- Bramkarze: Kamil Kosowski, Bartłomiej Szafraniec
- Obrońcy: Michał Kotlorz, Artur Kret, Tomasz Landowski, Rafał Noworyta, Mateusz Pawlak, Rafał Płoński, Maciej Sulka, Patryk Wajda
- Napastnicy: Marcin Biały, Bartłomiej Bomba, Łukasz Czech, Krystian Dziubiński, Dariusz Gruszka, Michał Gryc, Adrian Maciejko, Grzegorz Pasiut, Łukasz Rutkowski, Błażej Salamon, Kamil Smyczyński, Paweł Żurek
- Trenerzy: Milan Skokan (główny), Adam Gil (asystent)[38][39].

### 2006
W turnieju Dywizji I Grupa B na Łotwie (Ryga) Polska zajęła czwarte miejsce.
- Bramkarze: Michał Strąk, Bartłomiej Szafraniec
- Obrońcy: Paweł Dronia, Marcin Kabat, Kamil Kapica, Maciej Kruczek, Paweł Lerch, Mateusz Pawlak, Rafał Płoński, Paweł Połącarz, Patryk Wajda
- Napastnicy: Marcin Biały, Tomasz Chyliński, Tomasz Cieślicki, Krystian Dziubiński, Paweł Garbarczyk, Dariusz Gruszka, Grzegorz Leśniak, Daniel Minge, Maciej Szewczyk, Marek Wróbel, Piotr Ziętara,
- Trenerzy: Milan Skokan (główny), Adam Gil (asystent)[42][43].

### 2007
W turnieju Dywizji I Grupa B w Polsce (Sanok, Arena Sanok) Polska zajęła czwarte miejsce.
- Bramkarze: Jędrzej Iwaszkiewicz, Tomasz Witkowski
- Obrońcy: Paweł Dronia, Kamil Górny, Marcin Kabat, Krzysztof Kantor, Dawid Maciejewski, Dawid Maj, Michał Porębski
- Napastnicy: Kasper Bryniczka, Tomasz Cieślicki, Radosław Galant, Łukasz Korzeniowski, Daniel Minge, Marcin Papież, Paweł Połącarz, Marek Strzyżowski, Maciej Szewczyk, Sebastian Szydło, Jakub Wiecki, Jakub Witecki
- Trenerzy: Tomasz Rutkowski (główny), Mariusz Kieca (asystent)[46][47].

### 2008
W turnieju Dywizji I Grupa A w Polsce (Toruń, Tor-Tor) Polska zajęła czwarte miejsce.
- Bramkarze: Bartłomiej Nowak, Nikifor Szczerba
- Obrońcy: Władysław Bryniczka, Bartłomiej Bychawski, Sebastian Czapkowski, Krzysztof Kantor, Dawid Maciejewski, Michał Marek, Bartłomiej Pociecha, Jakub Wanacki
- Napastnicy: Mateusz Bepierszcz, Kasper Bryniczka, Aron Chmielewski, Radosław Galant, Damian Kapica, Piotr Kmiecik, Patryk Kogut, Paweł Kosidło, Bartłomiej Neupauer, Maciej Rompkowski, Piotr Winiarski, Jakub Witecki
- Trenerzy: Mariusz Kieca (główny), Jacek Szopiński (asystent)[50][51].

### 2009
W turnieju Dywizji I Grupa A na Białorusi (Mińsk) Polska zajęła drugie miejsce.
- Bramkarze: Bartłomiej Niesłuchowski, Michał Wojciechowski
- Obrońcy: Władysław Bryniczka, Adrian Kowalczyk, Dawid Maciejewski, Bartłomiej Pociecha, Bartłomiej Stępień, Szymon Wróbel, Jakub Wanacki
- Napastnicy: Mateusz Bober, Aron Chmielewski, Kacper Guzik, Damian Kapica, Patryk Kogut, Filip Komorski, Paweł Kosidło, Szymon Marzec, Bartłomiej Neupauer, Damian Piotrowicz, Łukasz Sośnierz, Michał Sowa
- Trenerzy: Mariusz Kieca (główny), Jarosław Morawiecki (asystent)[54][55].

### 2010
W turnieju Dywizji I Grupa B w Polsce (Krynica-Zdrój, hala widowiskowo-sportowa) Polska zajęła trzecie miejsce.
- Bramkarze: Sebastian Mrugała, Mariusz Ryszkaniec
- Obrońcy: Wojciech Błaszków, Łukasz Bułanowski, Bartosz Ciura, Łukasz Gacek, Jakub Gimiński, Bartłomiej Pociecha, Oskar Lehmann, Karol Szaniawski
- Napastnicy: Adam Domogała, Kacper Guzik, Kamil Kalinowski, Damian Kapica, Mateusz Michalski, Kamil Pawlik, Filip Pesta, Jakub Serwiński, Filip Starzyński, Filip Stoklasa, Marek Wypasek, Kamil Wcisło
- Trenerzy: Andrzej Masewicz (główny), Jarosław Morawiecki (asystent)[57][58].

### 2011
W turnieju Dywizji I Grupa B w Słowenii (Maribor) Polska zajęła piąte miejsce.
- Bramkarze: Łukasz Białek, Mateusz Skrabalak
- Obrońcy: Łukasz Gacek, Dariusz Gaczoł, Jakub Gimiński, Piotr Huzarski, Mateusz Sordon, Karol Szaniawski
- Napastnicy: Sebastian Baca, Łukasz Bułanowski, Adam Domogała, Michał Kalinowski, Daniel Kapica, Łukasz Nalewajka, Radosław Nalewajka, Martin Pawelski, Filip Pesta, Filip Starzyński, Jakub Stasiewicz, Filip Stopiński, Marcin Wiśniewski, Damian Zarotyński
- Trenerzy: Andrzej Masewicz (główny), Tomasz Demkowicz (asystent)[60][61].

### 2012
W turnieju Dywizji I Grupa B na Węgrzech (Székesfehérvár) Polska zajęła piąte miejsce.
- Bramkarze: Michał Kieler, David Zabolotny
- Obrońcy: Remigiusz Gazda, Jakub Gimiński, Arkadiusz Kostek, Jakub Nowotarski, Adrian Puch, Mateusz Sordon, Damian Tomasik, Paweł Trawczyński,
- Napastnicy: Noureddine Bettahar, Patryk Kaczmarek, Patryk Malicki, Radosław Mielniczek, Dawid Olchawski, Sebastian Pawlikowski, Szymon Sołtys, Filip Stopiński, Konrad Stypuła, Karol Wąsiński, Filip Wielkiewicz, Marcin Wiśniewski
- Trenerzy: Andrzej Masewicz (główny), Tomasz Demkowicz (asystent)[63][64].

### 2013
W turnieju Dywizji I Grupa B w Polsce (Tychy, Stadion Zimowy) Polska zajęła czwarte miejsce.
- Bramkarze: Michał Kieler, Błażej Kapica
- Obrońcy: Przemysław Dębowski, Kamil Dolny, Remigiusz Gazda, Adam Kałużny, Oskar Krawczyk, Jakub Nowotarski, Damian Sulka, Albert Tumulik
- Napastnicy: Maciej Bielec, Artur Budzowski, Bartosz Fraszko, Karol Kisielewski, Łukasz Krzemień, Patryk Malicki, Przemysław Michalski, Dominik Nahunko, Piotr Naparło, Radosław Sawicki, Dariusz Wanat, Patryk Wronka
- Trenerzy: Andriej Parfionow (główny), Tomasz Demkowicz, Marek Batkiewicz (asystenci)[66][67].

### 2014
W turnieju Dywizji I Grupa B na Węgrzech (Székesfehérvár) Polska zajęła szóste miejsce i została zdegradowana.
- Bramkarze: Bartosz Hućko, Mateusz Studziński
- Obrońcy: Kordian Chorążyczewski, Kamil Falkenhagen, Marcin Horzelski, Oskar Jaśkiewicz, Łukasz Korzestański, Dawid Musioł, Szymon Skrodziuk, Patryk Wsół
- Napastnicy: Krzysztof Dudkiewicz, Mateusz Gościński, Jakub Jaworski, Patryk Matusik, Kamil Sikora, Wojciech Koczy, Łukasz Krzemień, Denis Kuraś, Piotr Naparło, Adam Rajski, Jarosław Sap, Kamil Wróbel
- Trenerzy: Andriej Parfionow (główny), Jarosław Morawiecki, Marek Batkiewicz (asystenci)[69][70].

### 2015
W turnieju Dywizji II Grupa A w Estonii (Tallinn) Polska zajęła drugie miejsce.
- Bramkarze: Olaf Nowak, Mateusz Studziński
- Obrońcy: Kordian Chorążyczewski, Adam Krok, Jakub Michałowski, Dawid Musioł, Arkadiusz Nowak, Patryk Wsół, Mateusz Zieliński, Dawid Zielosko
- Napastnicy: Bartosz Bichta, Wojciech Gorzycki, Paweł Goździewicz, Mateusz Gościński, Dominik Jarosz, Bartłomiej Jeziorski, Patryk Krężołek, Adam Rajski, Oskar Rzekanowski, Szymon Skrodziuk, Hieronim Szołtys, Kamil Wróbel
- Trenerzy: Jarosław Morawiecki (główny), Tomasz Demkowicz, Marek Batkiewicz (asystenci)[72][73].

### 2016
W turnieju Dywizji II Grupa A w Rumunii (Braszów) Polska zajęła pierwsze miejsce i awansowała do Dywizji I Grupy B.
- Bramkarze: Karol Buczek, Kamil Lewartowski
- Obrońcy: Maksymilian Bednarz, Olaf Bizacki, Kamil Klocek, Jakub Michałowski, Tomasz Skokan, Patryk Wysocki, Mateusz Zieliński
- Napastnicy: Michał Bernacki, Ernest Bochnak, Dominik Jarosz, Bartłomiej Jeziorski, Patryk Krężolek, Alan Łyszczarczyk, Dominik Olszewski, Dominik Paś, Patryk Pelaczyk, Rafał Podlipni, Maciej Rybak, Oskar Rzekanowski, Paweł Zygmunt
- Trenerzy: Jarosław Morawiecki (główny), Arkadiusz Burnat, Marek Batkiewicz (asystenci)[75][76].

### 2017
W turnieju Dywizji I Grupa B w Słowenii (Bled) Polska zajęła szóste miejsce i została zdegradowana do Dywizji II Grupy A.
- Bramkarze: Paweł Bizub, Sebastian Lipiński, Oskar Prokop
- Obrońcy: Adrian Duszak, Olaf Bizacki, Patryk Gosztyła, Kamil Klocek, Szymon Niedlich, Miłosz Noworyta, Michał Wojciechowski, Patryk Wysocki
- Napastnicy: Patryk Jóźwik, Adam Kiedewicz, Szymon Mularczyk, Paweł Obłoński, Dominik Olszewski, Dominik Paś, Adrian Słowakiewicz, Jan Sołtys, Damian Tyczyński, Kamil Wałęga, Jakub Worwa, Paweł Zygmunt
- Trenerzy: Jarosław Morawiecki (główny), Arkadiusz Burnat, Marek Batkiewicz (asystenci)[78][79]

### 2018
W turnieju Dywizji II Grupa A w Estonii (Tallinn) Polska zajęła trzecie miejsce.
- Bramkarze: Paweł Bizub, Sebastian Lipiński, Maciej Miarka
- Obrońcy: Adrian Duszak, Patryk Gosztyła, Konrad Gruszczyk, Armen Khoperia, Michał Narog, Klaudiusz Libik, Szymon Radzieńczak
- Napastnicy: Jakub Blanik, Sebastian Brynkus, Kacper Gruźla, Jakub Lewandowski, Szymon Luszniak, Mariusz Piotrowski, Jakub Prokurat, Igor Smal, Jan Sołtys, Damian Tyczyński, Maciej Witan, Bartłomiej Wsół, Kamil Wałęga
- Trenerzy: David Leger (główny), Marek Batkiewicz, Grzegorz Klich, Artur Ślusarczyk (asystenci)[81][82]

### 2019
W turnieju Dywizji II Grupa A na Litwie (Elektreny) Polska zajęła pierwsze miejsce i awansowała do Dywizji I Grupy B.
- Bramkarze: Marcel Kotuła, Maciej Miarka
- Obrońcy: Szymon Bieniek, Karol Biłas, Krzysztof Bukowski, Bartosz Florczak, Tymoteusz Glazer, Klaudiusz Libik, Marcel Hyła, Michał Naróg
- Napastnicy: Igor Augustyniak, Mateusz Bezwiński, Jakub Blanik, Sebastian Brynkus, Szymon Dobosz, Stanisław Drozd-Niekurzak, Jan Krzyżek, Marcin Płachetka, Jakub Prokurat, Mateusz Ubowski, Maciej Witan, Michał Zając
- Trenerzy: Tomasz Demkowicz (główny), Artur Ślusarczyk, Bartłomiej Nowak (asystenci)[84]

### 2022
W turnieju Dywizji I Grupa B we Włoszech (Asiago) Polska zajęła szóste miejsce i została zdegradowana do Dywizji II Grupy A.
- Bramkarze: Jakub Ciućka, Maksymilian Kura, Oskar Prokop
- Obrońcy: Błażej Chodor, Damian Kapa, Oliwier Kurnicki, Jakub Michalski, Karol Sobecki, Michał Starościak, Olaf Włodara
- Napastnicy: Piotr Ciepielewski, Adrian Gromadzki, Dominik Kolat, Szymon Kucharski, Michał Kusak, Krystian Lisowski, Krzysztof Maciaś, Kacper Malasiński, Aleks Menc, Karol Mos, Jakub Musioł, Paweł Pisula, Mateusz Siekierka
- Trenerzy: Łukasz Sokół (główny), Adam Bagiński, Tomasz Kowalczyk, Sebastian Owczarek (asystenci)[86][87]

### 2023
W turnieju Dywizji I Grupa B w Słowenii (Bled) Polska zajęła szóste miejsce i została zdegradowana do Dywizji II Grupy A.
- Bramkarze: Maksymilian Kura, Igor Tyczyński, Kacper Zając
- Obrońcy: Błażej Chodor, Patryk Hanzel, Damian Kapa, Jakub Onak, Kacper Prokopiak, Kacper Rocki, Karol Sobecki, Michał Starościak
- Napastnicy: Maksymilian Dawid, Rafał Drabik, Jakub Hofman, Jonasz Hofman, Marcel Karnas, Oskar Laszkiewicz, Krystian Lisowski, Damian Rączka, Krzysztof Stabryła, Bartłomiej Stolarski, Sebastian Wojciechowski, Nikodem Wróblewski
- Trenerzy: Andrej Husau (główny), Tomasz Kowalczyk, Sebastian Owczarek, Łukasz Podsiadło (asystenci)[89]